# Remediación

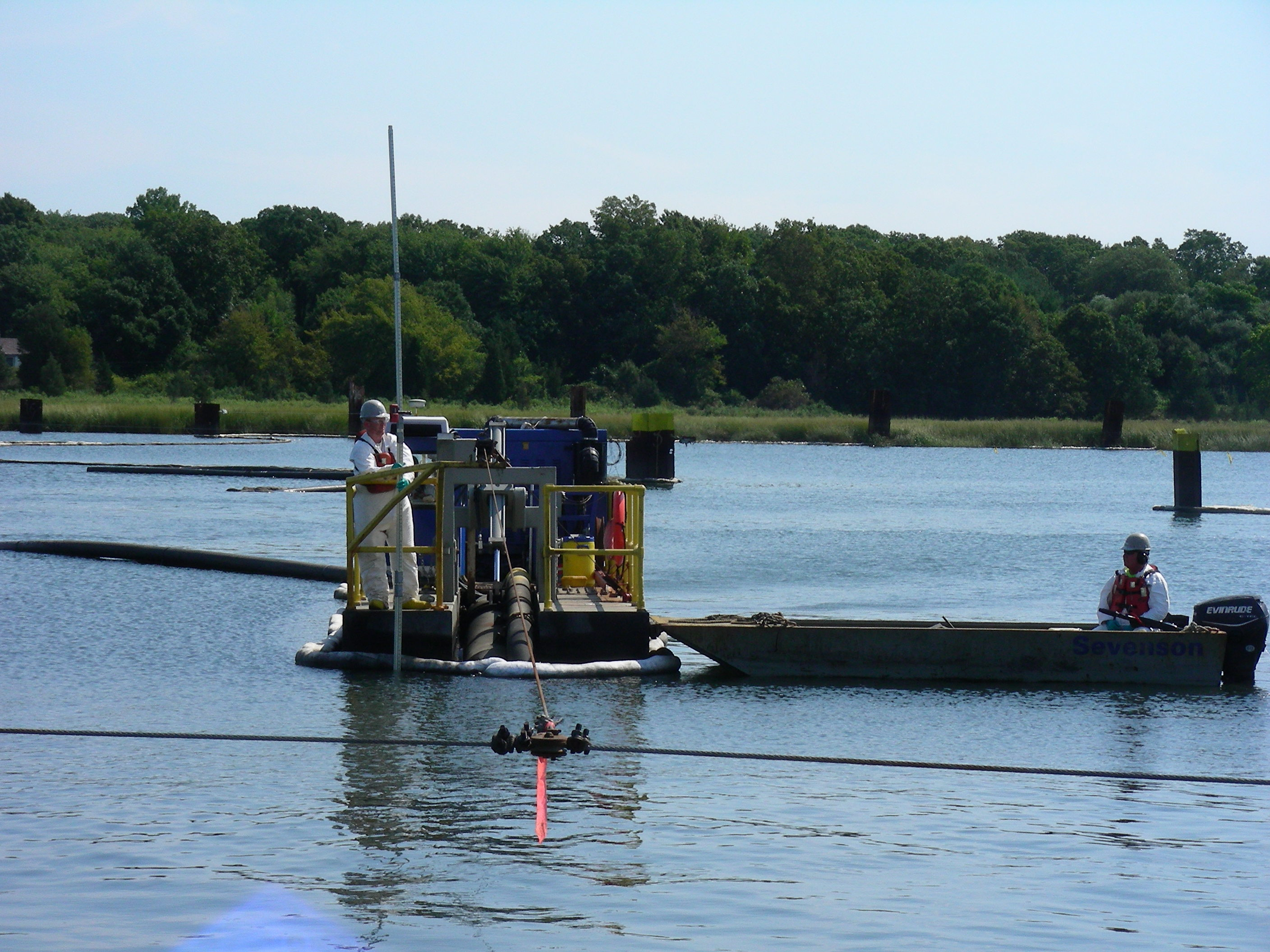
Sedimento contaminado por dragado en el puerto de New Bedford, Massachusetts. El puerto está contaminado con bifenilos policlorados (PCB).

Generalmente, remediación significa dar remedio. En este artículo, el término se refiere a la remoción de contaminación o contaminantes del medio ambiente (suelo, aguas subterráneas, sedimento o aguas de la superficie) para la protección general de la salud humana y del ambiente, o de tierras provistas para el redesarrollo.
La remediación es generalmente tema de requerimientos regulatorios y, además, puede estar basado en gravámenes de salud humana y riesgos ecológicos donde no existen estándares legislados o donde los estándares son consultivos.
Remediación en términos de nuevos medios, es la representación de un medio en otro (Jay David Bolter y Richard Grusin, 1999)

## Estándares de remediación
ELOTE en los Estados Unidos el sistema más comprensivo de Metas de Remediación preliminares (PRG’S por sus siglas en inglés) es de EPA región 9, aunque EPA canadiense tiene también una hoja de PRG’S comprensiva. Una serie de estándares usado en Europa y que ya existe es a menudo llamado Estándares Holandeses. La Unión Europea está moviéndose rápidamente hacia los estándares europeos, aunque la mayoría de las naciones industrializadas en Europa tienen sus propios estándares en el presente.

## Situar el gravamen
Una vez que se sospeche de la contaminación, existe la necesidad de determinarla. El historial del uso del sitio y los materiales utilizados y producidos en el mismo guiarán la estrategia del gravamen y el tipo de ejemplificación y prueba química que será realizada. A menudo, los sitios cercanos pertenecientes a la misma compañía han sido reclamados cuando se han contaminado, incluso donde la utilización del suelo parece inocua. Por ejemplo, un parque de automóviles pudo haber sido nivelado con el uso de desechos contaminantes en el terraplén. Es también importante considerar la contaminación externa o cercana a través de décadas de emisiones hacia suelos, agua subterránea y aire. El polvo, la tierra vegetal, las aguas superficiales y subterráneas de propiedades cercanas deben ser también examinadas antes y después de la remediación. Este es un paso controvertido como se lista a continuación:
- Nadie quiere pagar por la limpieza del sitio
- Si se encuentra que las propiedades cercanas han sido contaminadas, se deberá notar en su título de propiedad la potencialidad de la afección de su valor.
- Nadie quiere pagar el costo del gravamen.
- A menudo las corporaciones que realizan pruebas voluntarias de sus sitios, están protegidas de los reportes de agencias ambientales, que llegan a ser públicas bajo actas de Libertad de Información, sin embargo, la Libertad de Información realizará a menudo otros documentos que no estén protegidos o que produzcan referencias a los informes.

## Remediación financiada
En los Estados Unidos ha habido un mecanismo para gravar industrias contaminantes y formar una fundación para remediar sitios abandonados, o para litigar forzando a las corporaciones a remediar sus sitios contaminados. Otros países tienen otros mecanismos y comúnmente los sitios se rezonifican para usos "más elevados", como viviendas de alta densidad, para dar al terreno un valor más alto, de modo que, después de deducir los costos de limpieza, todavía haya un incentivo para que un desarrollador compre el terreno, lo limpie, lo reurbanice y lo venda, a menudo como apartamentos (unidades habitacionales).

## Tecnologías de remediación
Las tecnologías de remediación son muchas y variadas. El acercamiento más tradicional de remediación —usado casi exclusivamente en sitios contaminados desde 1970 a 1990— consiste mayormente en la excavación y la deposición —a través de la desorción termal— y agua subterránea bombeada y tratada.

## Excavación o dragado
Los procesos de excavación pueden ser tan simples como acarrear el suelo contaminado hacia un vertedero regulado, pero puede también involucrar el airear el material en el caso de contaminantes volátiles. Si la contaminación afecta un río o una bahía, entonces la excavación del fondo de la bahía o de otras arcillas deberá ser realizado.

## Bombeo y tratado
El bombeo y tratado involucra bombear hacia el exterior las aguas subterráneas contaminadas con el uso de una bomba sumergible o de vacío y permitir que el agua subterránea extraída sea purificada en un lento procedimiento a través de una serie de recipientes que contengan materiales diseñados para absorber los contaminantes del agua subterránea. Para sitios impactados con petróleo, este material es usualmente carbón activado en forma granular. Los reactivos químicos como floculantes y filtros de arena pueden ser usados también para disminuir la contaminación de agua subterránea.
Dependiendo de la geología y del tipo de suelo, la bomba y la trata pueden ser un buen método para una rápida reducción de altas concentraciones de contaminantes. Es más difícil alcanzar concentraciones suficientemente bajas para satisfacer los estándares de remediación, debido al equilibrio de los procesos de absorción desorción en el suelo.

## Oxidación “in situ”
Las nuevas tecnologías de oxidación “in situ” se han vuelto populares, para la remediación de un amplio rango de contaminantes del suelo y aguas subterráneas. La remediación por oxidación química incluye la inyección de oxidantes fuertes como peróxido de hidrógeno, gas ozono, permanganato de potasio o persulfatos.otro uso lo tiene en la eliminación de contaminantes en suelos impactados con hidrocarburos.
El gas oxígeno o aire del ambiente puede ser también inyectado como un acercamiento más suave. Una desventaja de este acercamiento es la posibilidad de una menor destrucción de contaminantes por la atenuación natural si la bacteria que normalmente vive en el suelo prefiere un ambiente reductor. La inyección de gases en el agua subterránea puede también causar un esparcimiento de contaminación más rápida que lo normal dependiendo de la hidrogeología del sitio.

## Extracción de vapor del suelo
La extracción de vapor del suelo y oxidación (o incineración) puede ser también una tecnología de remediación efectiva. Este acercamiento es algo controvertido debido a los riesgos de las dioxinas lanzadas en la atmósfera mediante los gases de escape. La incineración de alta temperatura controlada con filtración de gases de escape, de cualquier manera, no debe suponer ningún riesgo. Dos diferentes tecnologías pueden ser empleadas para oxidar los contaminantes de una corriente de vapor extraída.
La oxidación termal utiliza un sistema que actúa como un horno y mantiene rangos de temperatura desde los 730 °C hasta los 815 °C. La oxidación catalítica usa un catalizador como una ayuda para facilitar una temperatura de oxidación baja. Este sistema usualmente mantiene temperaturas en un rango de 315 °C hasta 430 °C.
La oxidación termal es más útil para altas concentraciones de corrientes afluentes de vapor —que requiere menos uso de gas natural— que la oxidación catalítica. Para bajos niveles de concentración, los vapores extraídos pueden ser también tratados permitiendo que fluyan a través de una serie de vasijas diseñadas para el flujo de vapor. Estas vasijas contienen materiales diseñados para absorber los contaminantes del vapor. El absorbente es usualmente carbón activado en forma granular.

## Otras tecnologías
El tratamiento de problemas ambientales con medios biológicos es conocido como biorremediación y el uso específico de plantas, por ejemplo mediante el uso de fito remediación. 
La biorremediación es algunas veces utilizada en conjunto con un sistema de “bombeo y trata”. En la biorremediación que ocurre también naturalmente o especialmente bacteria de pan es usada para consumir contaminantes de aguas subterráneas extraídas. Esto es a veces conocido como un sistema bio-gac.
Algunas veces el agua subterránea es reciclada para permitir un flujo continuo de agua por el crecimiento realzado de la población de bacterias.
Ocasionalmente la bacteria puede aumentar de tal manera que afecte la filtración y el bombeo. Las vasijas deben entonces ser parcialmente drenadas. Se debe tener cuidado para asegurarse de que un cambio agudo en la química del agua subterránea matará la bacteria —como un inesperado cambio del pH—.
La extracción de fase dual utiliza un sistema de extracción de vapor del suelo que produce un alto vacío resultando en la extracción tanto de los vapores contaminados como de la cantidad limitada de contaminantes de agua subterránea. Este método es algo ineficiente debido a las grandes cantidades de energía requeridas para jalar el agua mediante vacío comparada con el empuje de agua con una bomba sumergible.

## Información y consulta de la comunidad
En preparación para cualquier remediación significativa, debe haber una consulta extensa de la comunidad. El proponente debe tanto presentar información como buscar información de la comunidad. El proponente necesita aprender acerca de la sensibilidad en un futuro como el cuidado de niños, escuelas, hospitales y parques de juegos, también como lo concerniente a la comunidad e información de interés. La consulta debe de ser abierta, en un grupo básico de manera que cada miembro de la comunidad esté informado acerca de temas que no sean tratados individualmente. Un presidente independiente aceptable tanto como para el proponente como para la comunidad, deberá ser contratado.
Incluirá algunos minutos de juntas con preguntas y respuestas. Y las copias de las presentaciones del proponente deberán de estar disponibles tanto en internet tanto como en una librería local —incluso en una escolar— o centro comunitario.

## Riesgo de salud incremental
Es el riesgo al que un receptor —normalmente un ser humano que vive cerca— enfrentará en un proyecto de la remediación.
El uso de riesgo de salud incremental está basado en carcinógenos y otros efectos —por ejemplo, mutagénicos, teratogénicos— y a menudo incluyen juicios de valor acerca de las tarifas proyectadas del incremento en cáncer. En algunas jurisdicciones esto es 1 en 1.000.000 pero en otras el coeficiente aceptable de incremento es 1 en 100.000. Un riesgo de incremento relativamente pequeño para un solo proyecto no es muy confortable si el área ya tiene un riesgo relativamente alto de otras operaciones como incineradores u otras emisiones, o si otros proyectos existen al mismo tiempo causando un mayor riesgo acumulativo o un riesgo total inaceptablemente alto. Una analogía comúnmente utilizada por los remediadores es comparar el riesgo de la remediación en residentes próximos a los riesgos de muerte en accidentes de auto o fumar tabaco.

## Estándares de emisión
Están establecidos basándose en los niveles de polvo, ruido, olores, emisiones de aire, aguas subterráneas y descargas de alcantarillas por donde va el agua de todos los químicos o químicos concernientes como los que son producidos mediante la remediación por procesamiento de contaminantes. Estos son comparados tanto contra el nivel natural del fondo como para los estándares de áreas cercanas y contra los estándares de remediaciones recientes. Sólo porque la emisión es enviada desde el área designada como industrial, no significa que un área residencial cercana permitirá cualquier excedente en los estándares residenciales. 
El monitoreo por conformidad  contra cada estándar debe asegurar que los excedentes sean detectados y reportados tanto por las autoridades como por la comunidad local. 
Es necesaria la aplicación para asegurarse que la significativas o continuas fallas resultarán en multas incluso en sentencias de prisión para la persona que contaminó. 
Las penalidades deberán ser significativas o de otra manera as multas serán tomadas como un gasto normal al hacer negocios.  La conformidad con las reglas deberá ser más barato que continuas faltas a estas.

## Valoración de la seguridad en la emergencia y el transporte
Debe haber una valoración para los riesgos de las operaciones, transporte de material contaminado, deposición de residuos, los cuales pueden ser contaminados, incluyendo la ropa de los trabajadores y un plan formal de emergencias que deberá ser desarrollado. Cada trabajador y visitante que entre al sitio deberá tener una inducción segura y personalizada acerca de su envolvimiento con el sitio. 

## Impactos de la remediación financiada
La reubicación presenta a menudo resistencias de la comunidad y del gobierno local por los impactos adversos en la localidad de la remediación y el nuevo desarrollo. Los principales impactos durante la remediación, ruido, polvo, olores e incremento en riesgos de salud. Entonces habrá impacto en el tráfico local, escuelas, campos de juego y otras facilidades públicas de la mayoría de la población local. 

## Ejemplo de un proyecto principal de remediación
Lo que se hizo en la bahía de Homebush, en Nueva Gales del Sur (Australia), es un ejemplo de una completa reubicación, remediación y redesarrollo, realizada por un gobierno estatal, con la oposición de un gobierno local y sus comunidades de vecinos de la zona. Las dioxinas de la empresa estadounidense Union Carbide, utilizadas en la producción de un pesticida prohibido en la actualidad, el ácido 2,4,5-triclorofenoxiacético, y del agente naranja, un herbicida y defoliante utilizado por las Fuerzas Armadas de los Estados Unidos, habían contaminado la bahía de Homebush. Tras la intervención del gobierno, las plantas productoras de químicos dieron paso al desarrollo residencial y a la venta y desarrollo de oficinas.  De hecho, durante las Olimpiadas de Sídney de 2000, en el entorno de la bahía de Homebush se celebraron algunos de los principales acontecimientos del evento.
No obstante, la remediación de la tierra contaminada de la bahía de Homebush también generó gran controversia entre los activistas locales. Su oposición puede seguirse a través de las fuentes en Internet:
- Numerosas investigaciones y reportes de consultores australianos e internacionales.
- Una investigación parlamentaria por la Casa Superior del parlamento de Nuevo Gales del Sur, un estado de Australia.
- Dos Comisiones de la investigación, una para cada uno de los principales sitos de contaminación de dióxido, ambos contaminados por las operaciones de la empresa Union Carbide.
- Resoluciones por los cuerpos relevantes del gobierno local.
- Campañas de los grupos de los residentes locales, Greenpeace Australia, el consejo de la conservación de la naturaleza de NSW, y West Green Comprehensive Enviromental Impact, que publicaron estudios en formato digital y disponibles en CD desde Planning NSW.
Pese al éxito de la remediación de la bahía de Homebush, en la zona sigue estando completamente prohibido pescar.   También está prohibida la pesca comercial en toda la zona situada al oeste del puente de Gladesville. La prohibición completa de la pesca debe ampliarse al conjunto del río de Parramatta al oeste de la bahía de Homebush y por lo menos hasta el puente de Ryde.